# Jerzy Tokarski
Jerzy Jan Tokarski (ur. 1 czerwca 1945 w Turku, zm. 16 lipca 2021 w Toruniu) – polski samorządowiec i inżynier, prezydent Inowrocławia (1989, 1990–1991).

## Życiorys
Syn Józefa i Marianny. Z wykształcenia inżynier budownictwa. Był pracownikiem przedsiębiorstw budowlanych w Inowrocławiu (m.in. Inowrocławskiego Przedsiębiorstwa Budowlanego) oraz rzeczoznawcą architektonicznym. Kierował również Kujawskimi Zakładami Meblarskimi. W latach 80. był przewodniczącym rady miejskiej Patriotycznego Ruchu Odrodzenia Narodowego. W wyborach w 1989 kandydował do Sejmu w okręgu nr 15 jako bezpartyjny, w drugiej turze przegrał z Andrzejem Wybrańskim zdobywając 36,22% głosów. Był to jedyny okręg wyborczy do Sejmu, w którym kandydat popierany przez „Solidarność” nie wygrał w pierwszej turze.
W 1989 i ponownie od 1990 do 1991 sprawował funkcję prezydenta Inowrocławia. W kadencji 1990–1994 zasiadał też w inowrocławskiej radzie miejskiej. W kolejnych latach był m.in. likwidatorem miejskiego aquaparku.
Pochowany w Inowrocławiu.